# Universidade de Coimbra
A Universidade de Coimbra GCSE (UC) é uma universidade pública localizada na cidade de Coimbra, em Portugal. É uma das universidades mais antigas do mundo ainda em operação, sendo a mais antiga e uma das maiores do país. Composta por 3 polos, 8 faculdades e 18 museus, a instituição conta ainda com o Jardim Botânico e o Estádio Universitário de Coimbra em uma cidade com 30 308 alunos em 2025.
A sua história remonta ao século seguinte ao da fundação da nação portuguesa, dado que foi criada a 1 de Março de 1290, quando o rei D. Dinis I assinou na cidade de Leiria o documento Scientiae thesaurus mirabilis, criando a universidade, o qual foi intermediado e confirmado pelo Papa. Fixada definitivamente na cidade de Coimbra em 1537, sete anos depois, todas as suas faculdades se instalam no antigo Paço Real da Alcáçova (denominado Paço das Escolas, após a sua aquisição pela Universidade de Coimbra em 1597).
Organizada em oito faculdades, de acordo com uma variedade de campos de conhecimento, a universidade oferece todos os graus académicos em arquitetura, educação, engenharia, humanidades, direito, matemática, medicina, ciências naturais, psicologia, ciências sociais e desporto.
A Universidade de Coimbra possui aproximadamente 25 mil estudantes, abrangendo uma das maiores comunidades de estudantes internacionais em Portugal, sendo a sua universidade mais cosmopolita. Além disso, é o membro-criador do chamado Grupo Coimbra, uma rede de universidades europeias cujo objetivo é a colaboração académica entre os elementos do grupo. Em 22 de junho de 2013 foi declarada Património Mundial pela Organização das Nações Unidas para a Educação, a Ciência e a Cultura (UNESCO).
A nível mundial, a Universidade de Coimbra destaca-se ainda pelo seu alinhamento com os objetivos de desenvolvimento sustentável das Nações Unidas, tendo alcançado a 21.º posição no ranking publicado pela Times Higher Education (THE) o qual inclui mais de 1 000 universidades e politécnicos de todo o mundo.

## História
A bula do Papa Nicolau IV, datada de 9 de agosto de 1290, reconheceu o Estudo Geral, com as faculdades de Artes, Direito Canônico, Direito Civil e Medicina, reservando-se a Teologia aos conventos Dominicanos e Franciscanos.
A universidade, inicialmente instalada na zona do atual Largo do Carmo, em Lisboa, foi transferida para Coimbra, para o Paço Real da Alcáçova, em 1308. Voltou em 1338 para Lisboa, onde permaneceu até 1354, ano em que regressou para Coimbra. Ficou nesta cidade até 1377 e voltou de novo para Lisboa neste ano.
Permaneceu em Lisboa até 1537, data em que foi transferida definitivamente para Coimbra, por ordem de D. João III. Sete anos mais tarde todas as suas Faculdades se instalam no histórico Paço Real da Alcáçova. Data de 1597 a aquisição (a Dom Filipe I), pela Universidade de Coimbra, do Paço da Alcáçova, que a partir daí passou a designar-se Paço das Escolas (o centro histórico da Universidade).
A universidade recebeu os seus primeiros estatutos em 1309, com o nome Charta magna privilegiorum. Os segundos estatutos foram outorgados no ano de 1431, durante o reinado de D. João I, com disposições sobre a frequência, exames, graus, propinas e ainda sobre o traje académico. Já no reinado de D. Manuel I, em 1503, a Universidade recebeu os seus terceiros estatutos, desta vez com considerações sobre o reitor, disciplinas, salários dos mestres, provas académicas e cerimónia do ato solene de doutoramento.
Desde o reinado de D. Manuel I, todos os Reis de Portugal passaram a ter o título de «Protetores» da Universidade, podendo nomear os professores e emitir estatutos.
O poder real, bastante mais centralizado a partir de D. João II, criava uma dependência da universidade em relação ao Estado e à política, pelo que a preponderância dos estudos jurídicos se estabeleceu em Portugal.

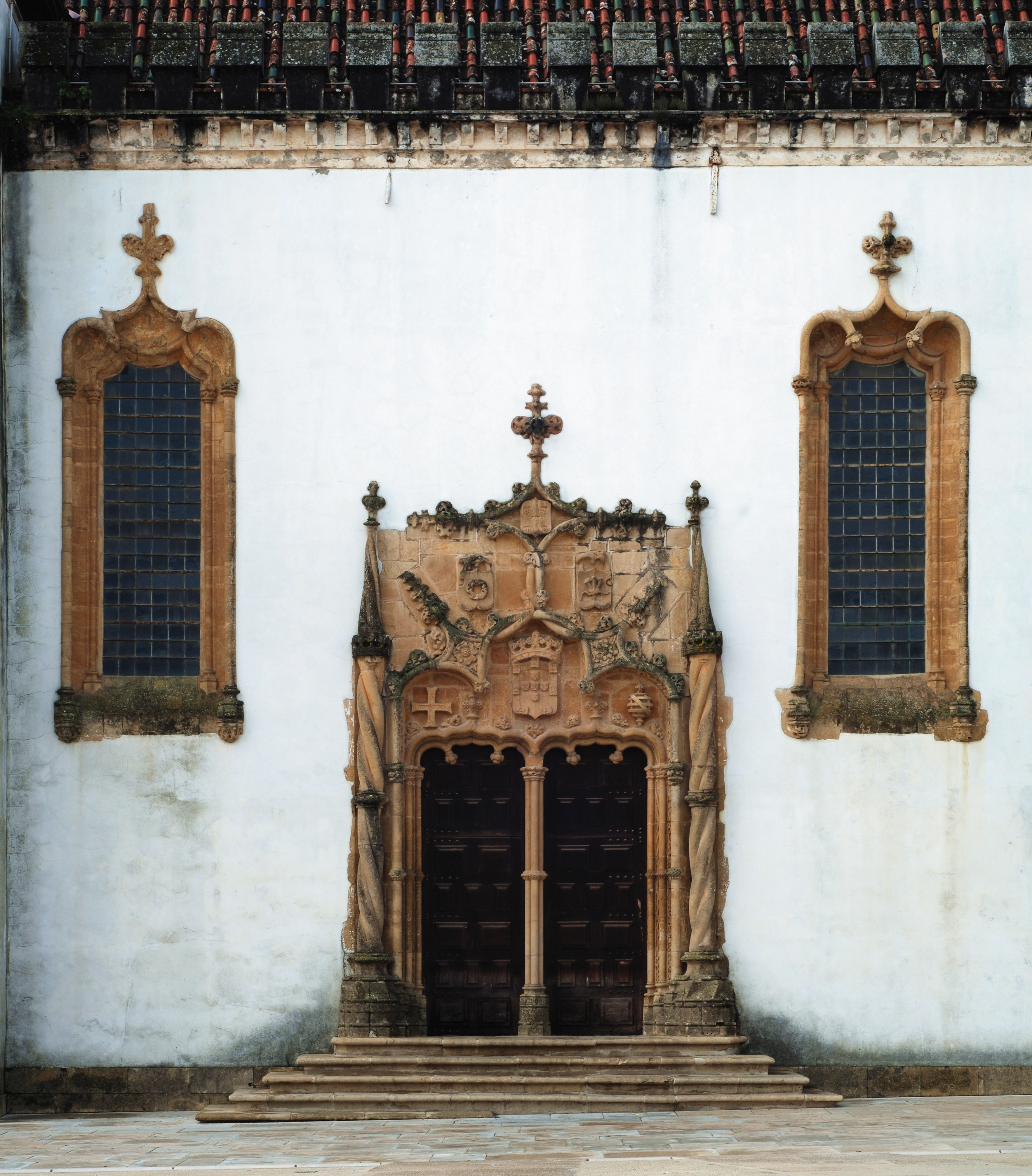
Portal da Capela de S. Miguel, no Paço das Escolas

A 27 de Dezembro de 1559, no reinado de D. Sebastião, Baltazar de Faria fez a entrega dos Quartos Estatutos, nos quais se determinou que o reitor fosse eleito pelo Claustro, disposição essa nem sempre foi cumprida pelo poder régio. Nesse mesmo ano, a 1 de Novembro, tinha sido solenemente aberta a Universidade de Évora, entregue aos jesuítas.
Em 1591, de Madrid, vieram os Sextos Estatutos (os quintos foram deixados de lado, nunca tendo entrado em vigor) e foram apresentados em Claustro no ano seguinte. Determinava-se que a Universidade indicasse três nomes para o cargo reitoral, escolhendo o rei um deles.

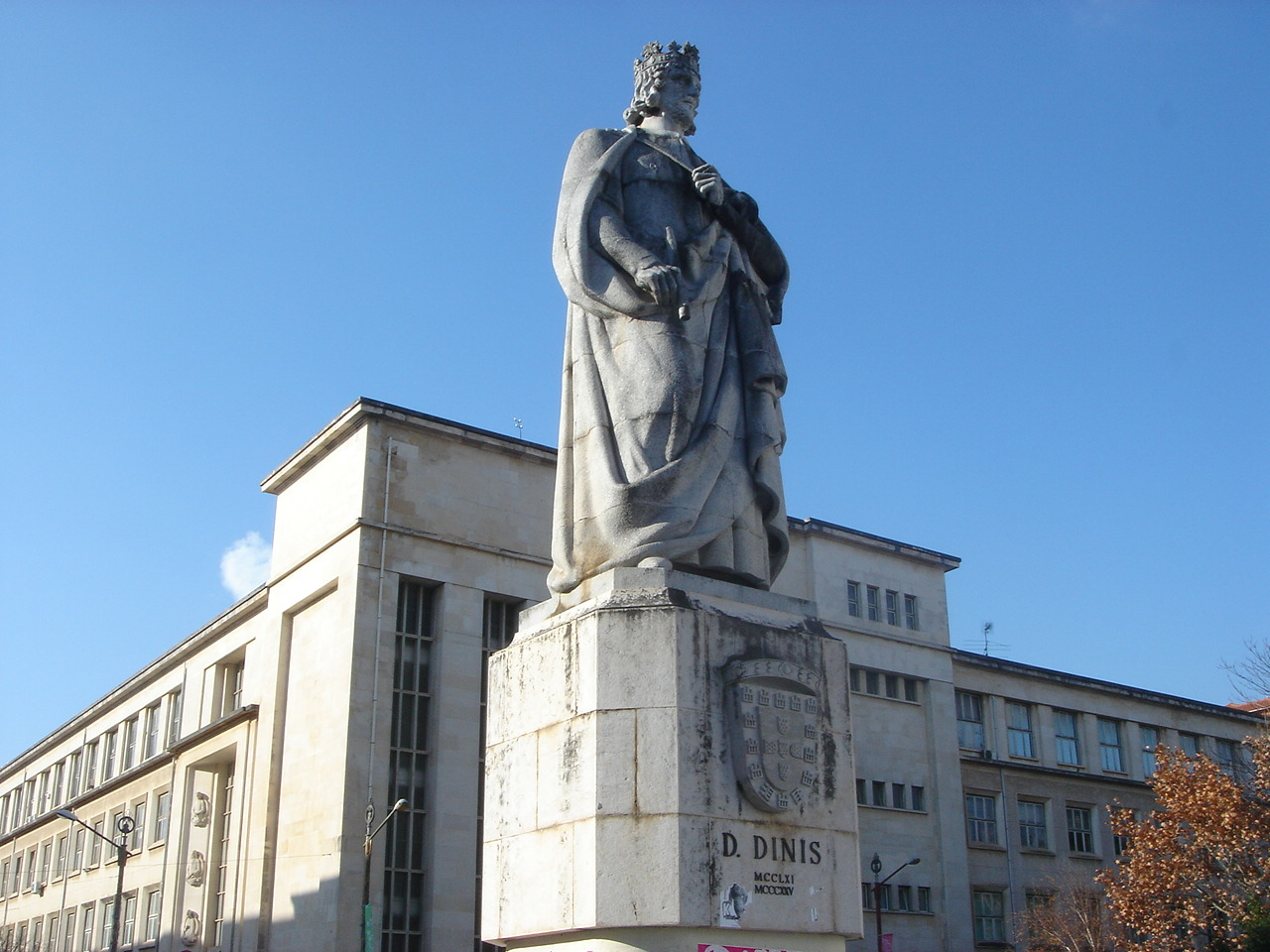
Estátua de D. Dinis em frente à Faculdade de Medicina

No reinado de D. João V, João Frederico Ludovice terá feito o risco para a Torre da Universidade de Coimbra e portal da Biblioteca. Xavier da Costa ao citar os monumentos da era joanina, falando da Biblioteca (1716–1725), e da Torre (1728–1733), diz que não será injustificado atribuírem-se os seus projetos a Ludovice. Aludindo o parentesco que encontramos entre o Pórtico da mesma Biblioteca e o Portal da Capela Octogonal do Senhor das Barrocas em Aveiro. As mísulas laterais em que se apoiam os arcos, as colunas jónicas, os frisos têm um ar de parentesco nos dois pórticos, muito diferentes, porém no coroamento, pois o de Aveiro, com os seus frontões, um entrecortado outro partido, reúne uma decoração escultórica que prova grande influência dos artistas entalhadores e dos lavrantes da pedra e ourivesaria. Não será despropositado lembrar também o nome ou a influência de Ludovice, ao citar a porta do Antigo colégio de São Jerónimo, em Coimbra, de frontão muito ondulado e partido, apoiado sobre “ gaines” — uma espécie de scabellum ou de pedestais esguios que substituem as colunas — esteios que Borromini já empregara e que o arquiteto de Mafra também aplicou na janela central do segundo andar do seu palácio de Lisboa em S. Pedro de Alcântara, concluído em 1747.
A Torre da Universidade de Coimbra, tem 33,5 m de altura, constitui o emblema tradicional de Coimbra. Começou a construir-se em 1728 e foi terminada em 1733. No topo sobre o relógio, abre-se um miradouro do qual se desfruta uma panorâmica esplendorosa da cidade e do vale do Mondego. Nesta Torre está, entre outros sinos, a célebre «Cabra», que marcava as horas do despertar e do recolher dos estudantes.

### Reforma pombalina
No reinado de D. José I, a Universidade sofreu uma profunda alteração. Em 28 de Junho de 1772 o rei ratifica os novos estatutos (Estatutos Pombalinos), que marcam o início da Reforma. Esta manifestava, sobretudo, um grande interesse pelas ciências da natureza e pelas ciências do rigor, que tão afastadas se encontravam do ensino universitário.
É igualmente passado um alvará, a 28 de agosto, extinguindo a Mesa da Fazenda da Universidade de Coimbra criando, em sua substituição uma Junta de Administração e Arrecadação com cofre, tesoureiro, contadoria e executória.

### Reforma liberal
Em 1836 dá-se a fusão da Faculdade de Cânones e de Leis na Faculdade de Direito, e que veio a contribuir fortemente para a construção do novo aparelho legal liberalista.
Em 1911, a Universidade recebe novos estatutos com o objetivo de criar uma certa autonomia administrativa e financeira e criava também um sistema de bolsas para fazer aumentar o número de alunos no ensino superior.
Foi criada a Faculdade de Letras, que herdou as instalações da extinta Faculdade de Teologia, enquanto as Faculdades de Matemática e de Filosofia (criadas na Reforma Pombalina) eram convertidas na Faculdade de Ciências.
A 10 de Agosto de 1940 recebeu a Grã-Cruz da Antiga, Nobilíssima e Esclarecida Ordem Militar de Sant'Iago da Espada, do Mérito Científico, Literário e Artístico.
Mas a maior alteração na história recente da Universidade dá-se a partir de 1942, quando grande parte da zona residencial da Alta de Coimbra foi demolida para dar lugar ao complexo monumental da moderna Universidade, até então alojada no antigo paço real com alguns elementos dispersos pela cidade. Esta obra de vulto, a cargo dos arquitetos Cottinelli Telmo e Luís Cristino da Silva seria concluída em 1969.
Com o 25 de Abril de 1974 inicia-se um novo período da vida portuguesa e universitária, que foi alvo de várias reformas para acompanhar a nova dinâmico política. Em 1989 são publicados os estatutos que estão atualmente em vigor.
Durante os seus mais de sete séculos de existência, a Universidade, hoje uma instituição de referência, foi crescendo, primeiro por toda a Alta de Coimbra e depois um pouco por toda a cidade, encontrando-se atualmente ligada a gestação de ciência e tecnologia e à difusão de cultura portuguesa no mundo.
Continuando a manter o renome de outros tempos, é, de um modo geral, indiscutível a qualidade do ensino na Universidade de Coimbra dentro do muito fragmentado panorama nacional de ensino superior. No que toca, por exemplo à Faculdade de direito (FDUC), é de notar o relatório de avaliação externa das Faculdades de Direito Portuguesas, tendo a FDUC ficado no mais alto lugar do pódio no que toca ao ensino das leis, à frente de todas as outras faculdades do país. Todas as 8 faculdades têm cursos e departamentos geralmente considerados de excelência a nível nacional, e nalguns casos internacionais.
Na edição de 2017 do Ranking de Xangai, a instituição ficou classificada no intervalo [401–500], sendo a quarta universidade portuguesa mais bem colocada naquela classificação, após a Universidade de Lisboa, a Universidade do Porto e a Universidade de Aveiro.

## Reputação
A reputação da Universidade de Coimbra no ensino e na investigação é testemunhada por rankings e relatórios externos independentes. De acordo com o The Times Higher Education Supplement (2007 QS World University Rankings, da QS – Quacquarelli Symonds), a Universidade de Coimbra ocupa a 3ª posição entre as universidades dos países de língua portuguesa (atrás da Universidade de São Paulo e da Universidade de Campinas), e ficou em 318º lugar no ranking mundial geral. Foi classificada como número um entre as universidades dos países de língua portuguesa em 2006.
A Universidade de Coimbra está entre os principais polos científicos e tecnológicos de investigação aplicada e fundamental em Portugal. Um dos supercomputadores mais potentes de Portugal pertence à Universidade de Coimbra e é gerido pelo Laboratório de Computação Avançada do Departamento de Física da Universidade de Coimbra.

## Faculdades

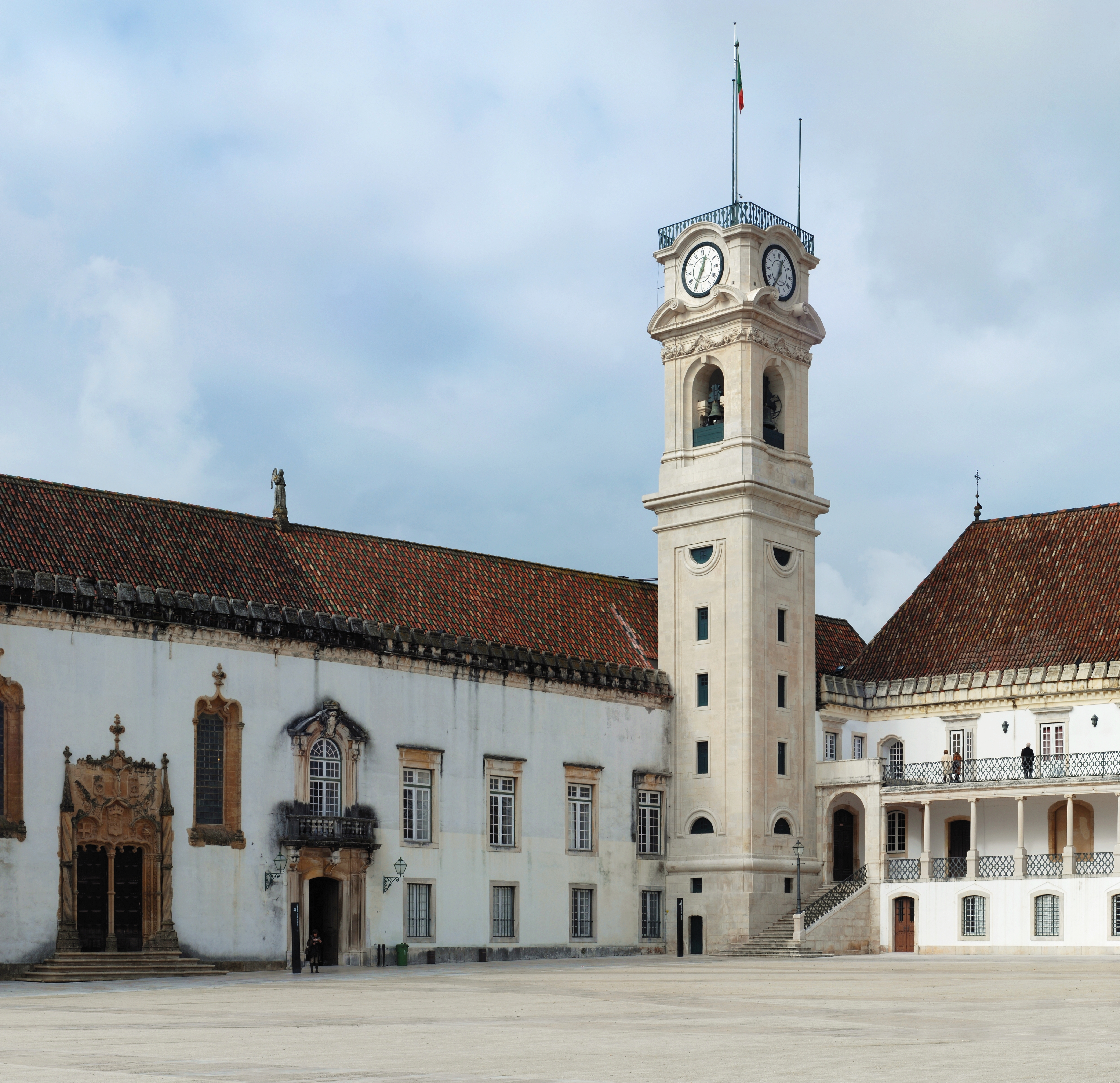
Torre da Universidade de Coimbra, da autoria de Antonio Canevari

Hoje, a Universidade de Coimbra conta com oito Faculdades (Letras, Direito, Medicina, Ciências e Tecnologia, Farmácia, Economia, Psicologia e Ciências da Educação, Ciências do Desporto e Educação Física) e cerca de 25 mil alunos.
Atualmente a Universidade espalha-se por três grandes polos:
- A alta universitária, Polo I, onde se situam a reitoria e os serviços administrativos, partilhando o edifício histórico da Universidade com a Faculdade de Direito. Ainda na Alta Universitária, situam-se as Faculdades de Letras e de Psicologia, bem como os Departamentos de
- Arquitetura,
- Ciências da Vida,
- Química,
- Física,
- Matemática da Faculdade de Ciências e Tecnologia (FCTUC). Completam o conjunto o edifício da Biblioteca Geral e Arquivo.
- O Polo II, ou Polo de Engenharia, onde se situam os departamentos de engenharia da FCTUC.
  - Departamentos:
    - «Departamento de Engenharia Eletrotécnica e de Computadores»
    - «Departamento de Engenharia Informática»
    - «Departamento de Engenharia Civil»
    - «Departamento de Engenharia Química»
    - «Departamento de Engenharia Mecânica»
    - Departamento de Ciências da Terra
- O Polo III, ou Polo das Ciências da Saúde, onde se situam a Faculdade de Medicina e Faculdade de Farmácia e são lecionados os cursos pré e pós graduados da área da saúde, incluindo o Mestrado Integrado em Medicina e o Mestrado Integrado em Ciências Farmacêuticas, entre muitos outros. Situam-se aqui ainda alguns laboratórios de investigação associados às faculdades, como o CNC (Centro de Neurociências e Biologia Celular), CEF (Centro de Estudos Farmacêuticos), AIBILI (Association for Innovation and Biomedical Research on Light and Image), entre outros.

A Faculdade de Economia, situada num palacete da Avenida Dias da Silva, está afastada dos outros 3 polos, e foi criada em 1972.